# Ronald Böttcher
Ronald Böttcher (* 1928 in Magdeburg; † 20. Juni 2014 in Berlin) war ein deutscher SED Funktionär, Politiker und Diplomat. Er war Botschafter der DDR in Libyen.

## Leben
Böttcher, Sohn einer Arbeiterfamilie, erlernte den Maurerberuf. Von 1949 bis 1960 war er in verschiedenen Kreisleitungen und Bezirksleitungen der SED tätig und unter anderem 1953 Mitarbeiter der Abteilung Agitation und Propaganda in der SED-Bezirksleitung Gera. Böttcher studierte bis 1960 an der Parteihochschule „Karl Marx“. 
Ab 1961 war Böttcher als Mitarbeiter im Ministerium für Auswärtige Angelegenheiten der DDR (MfAA) tätig. Von 1962 bis 1965 wirkte er als Dritter Sekretär und Presseattaché am Generalkonsulat der DDR im Irak. 1966/1967 war er Sektorenleiter in der Dritten Außereuropäischen Abteilung (Arabische Länder) im MfAA. Von 1968 bis 1971 wirkte er als Beauftragter der Regierung der DDR und Leiter der Handelsvertretung in Libyen. 1972/1973 absolvierte er ein Sonderstudium am Lehr- und Forschungsbereich Arabische Staaten an der Karl-Marx-Universität Leipzig. 
Am 16. Dezember 1973 wurde er vom Vorsitzenden des Revolutionären Kommandorates der Libyschen Arabischen Republik, Oberst Muammar al-Gaddafi, zur Entgegennahme des Beglaubigungsschreibens empfangen und mit Wirkung vom 11. Juni 1973 als erster Botschafter der DDR in Libyen akkreditiert. Im April 1975 begleitete Böttcher den libyschen Ministerpräsident, Major Abd as-Salam Dschallud, auf dessen Staatsbesuch in die DDR. Im selben Jahr wurde Böttcher als Botschafter abberufen und war danach Leiter der Abteilung Internationale Verbindungen des Präsidiums der URANIA.

## Auszeichnungen
- Verdienstmedaille der DDR (1959)